# Peregrine Mission One
Peregrine Mission One — американская миссия по доставке на Луну посадочного модуля Peregrine. Аппарат был построен частной компанией Astrobotic Technology, нёс научные приборы от НАСА и других организаций и должен был выполнять вспомогательные функции для космической программы «Артемида». Был запущен 8 января 2024 года.
Посадка планировалась в Sinus Viscositatis («Залив Вязкости»), часть Океана Бурь возле вулканических куполов Груйтуйзена. Из-за неисправности аппарат не смог достичь Луны и 18 января 2024 года сгорел в атмосфере Земли.

## Подготовка к полёту
31 октября 2023 года посадочный модуль Peregrine был доставлен в космический центр Кеннеди для дальнейшей интеграции с ракетой-носителем Vulcan.
13 ноября 2023 года на мыс Канаверал для этой миссии прибыл разгонный блок Centaur.
Изначально запуск планировался на 24 декабря 2023 года, но 14 декабря United Launch Alliance заявило о переносе даты запуска на 8 января. Посадка была назначена на 23 февраля 2024 года.
5 января 2024 года United Launch Alliance установила ракету-носитель Vulcan на стартовой площадке SLC-41, перед запуском который запланирован на 7:18 UTC.

## Полёт
8 января 2024 года аппарат был запущен ракетой-носителем Vulcan.

### Аномалия двигателя
Через семь часов после запуска Astrobotic заявила, что после запуска произошла аномалия, которая не позволила достичь стабильной ориентации на Солнце.
Примерно через час Astrobotic подтвердила, что аномалия угрожает возможности мягкой посадки на Луну.
Через 10 часов после запуска компания заявила, что смогла решить проблему с ориентацией на Солнце.
В последнем обновлении Astrobotic исключила возможность посадки на Луну и приступила к поиску альтернативных целей.
Если бы посадочный модуль достиг Луны, он бы врезался в её поверхность. Если бы он пролетел мимо Луны, то либо направился бы в глубокий космос, либо был бы захвачен гравитацией Солнца.
В итоге модуль вернулся к Земле и 18 января 2024 сгорел в атмосфере над Тихим океаном.

## MoonBox
Astrobotic принимала заказы на доставку небольших сувениров на Луну.

## Полезная нагрузка

### Научные приборы
| Название                                 | Описание | Агентство или Организация    |
| ---------------------------------------- | --- | ---------------------------- |
| COLMENA                                  | Первый латиноамериканский научный прибор, который должен был попасть на поверхность Луны. Полезная нагрузка состояла из пяти небольших роботов, весом менее 60 г и диаметром 12 см, которые должны были быть катапультированы на поверхность Луны. | AEXA                         |
| Liner Energy Transfer Spectrometr (LETS) | Датчик излучения LETS должен был собирать информацию о радиационной обстановке на Луне, используя оборудование, которое летало в космос во время первого беспилотного полета космического корабля Orion в 2014 году. Он разработан в Космическом центре имени Джонсона НАСА. Представляет детектор лазерных лучей от других орбитальных и посадочных аппаратов и используется для точного определения положения спускаемого аппарата. | НАСА                         |
| IRIS                                     | Студенты и сотрудники Университета Карнеги-Меллона сотрудничают с Astrobotic для разработки технологий космической робототехники. В настоящее время[когда?] Университет Карнеги-Меллона разрабатывает луноход IRIS для первой лунной миссии Astrobotic. | Университета Карнеги-Меллона |
| NIRVSS                                   | NIRVSS должен был измерять наличие водорода, углекислого газа и метана в поверхностном и подповерхностном слое реголита — все ресурсы, которые потенциально могут быть добыты на Луне, а также картографировать температуру поверхности и её изменения в месте посадки. Он разработан в Исследовательском центре Эймса НАСА в Кремниевой долине, штат Калифорния.                                                                     | НАСА                         |
| Neutron Spectrometr System (NSS)         | NSS должен был искать признаки водяного льда вблизи лунной поверхности, измеряя, сколько водородсодержащих материалов находится в месте посадки, а также определять состав реголита. NSS разработано в Исследовательском центре Эймса НАСА. Ожидалось, что NSS обнаружит остатки топлива, распылённого при спуске посадочного модуля.                                                                                                 | НАСА                         |
| M-42 Radiatiom Detector                  | Должен был измерять ключевые данные о радиации во время полета к Луне и на лунной поверхности перед предстоящими миссиями NASA Artemis. | DLR                          |
| PITMS                                    | PITMS должен был характеризовать лунную экзосферу после спуска и посадки, а также в течение лунного дня, чтобы понять испарение и движение летучих веществ. Ранее он был разработан для миссии Европейского космического агентства «Розетта» и в настоящее время модифицирован для этой миссии Центром космических полетов имени Годдарда НАСА и ЕКА.                                                                                 | НАСА                         |
| LRA                                      | LRA предназначена для использования отраженного лазерного света от Земли для точного определения местоположения посадочного модуля | НАСА                         |
| TRN                                      | TRN позволит космическим аппаратам совершать посадки на поверхности планет с точностью до 100 метров. Датчик TRN разработан в рамках контракта НАСА Tipping Point на сумму 10 млн долларов с Космическим центром НАСА имени Джонсона, Лабораторией реактивного движения и Moog. | Astrobotic                   |
| Navigation Doppler Ledar (NDL)           | NDL был разработан Исследовательским центром НАСА в Лэнгли и должен был определять точную скорость и положение космического аппарата Peregrine для посадки на Луну с помощью LiDAR. | НАСА                         |

### «Пассажиры»
Полезная нагрузка миссии также содержит останки и биологический материал 70 человек и одной собаки. «Большинство из них представляют собой небольшие образцы праха от кремации, хотя некоторые из них представляют собой образцы ДНК, в том числе нескольких живых людей». Среди «пассажиров» посадочного модуля — известный писатель-фантаст Артур Кларк, создатель «Звездного пути» Джин Родденберри и его жена Маджел, а также геолог НАСА Марета Уэст, которая помогла выбрать место посадки Аполлона-11. Многие другие были просто поклонниками космических полётов, научной фантастики или астрономии.